# Quatiguá
Quatiguá é um município brasileiro do estado do Paraná.

## Etimologia
De origem Guarani, "Katiguá", espécie de árvore colorante da família das meliáceas, que mede de doze a catorze metros de altura, em média. Ao tempo da colonização, esta árvore compunha a vegetação regional.

## História
O sertanista João Ferreira de Paiva lançou as bases da fundação do atual município de Quatiguá em 1903. Paiva desbravou a região e construiu sua casa, gesto que encorajou outras famílias a se estabelecerem nas imediações do lugar conhecido por Chapada ou Jaboticabal. Os primeiros a chegar foram Lucas Santos de Camargo, H. Pereira, Joaquim Luciano, Joaquim Ferreira de Carvalho, João Marques da Silveira e José da Rocha Fiúza, e se iniciaram no plantio de café e lavouras de subsistência. No entanto, o lugar era isolado, as estradas eram picadas na mata e o acesso muito difícil.
Não muito antes da década de 1920 houve um movimento que iria mudar para sempre a vida daquele povo. A estrada de ferro, que descia, no sentido norte-sul, representaria a redenção de todas as suas dificuldades. Empenharam-se junto à Rede da Viação Paranapanema para que o povoado recebesse tal benefício, doaram terreno e se revezaram no trabalho auxiliar, até que em 21 de setembro de 1922 era inaugurada a Estação Ferroviária de Quatiguá.
Em 1928 um Decreto governamental criava o Distrito Policial de Quatiguá. Nesta época o Distrito era jurisdicionado a Santo Antônio da Platina, porém antes a Tomazina.
A Revolução, em 1930, fez de Quatiguá palco de violentos combates entre as tropas revolucionárias, vindas do Rio Grande do Sul, e as forças paulistas. O povo quatiguense ergueu um obelisco na Praça Expedicionário Eurides do Nascimento, para que estes acontecimentos não sejam esquecidos jamais. Em 1932, novo susto, revolucionários gaúchos se aquartelaram em Quatiguá, sem que, no entanto, houvesse combates, pois os paulistas não alcançaram as trincheiras do lugar.
Neste período, parte da população pretendeu fazer uma mudança na denominação do povoado, mas não encontrando eco à sua proposta, desistiu, permanecendo Quatiguá.
O iminente crescimento econômico e social demandava uma posição política à altura da gente quatiguense, sendo que a emancipação política e administrativa seria o primeiro passo. Formou-se uma Comissão de Notáveis que se dirigiu ao Interventor Federal. A resposta foi negativa, fatos como a Segunda Guerra Mundial e o período ditatorial foram expostos como causa.
Somente em 10 de outubro de 1947, através da Lei Estadual n° 2, é que foi conseguida a emancipação municipal, com sua instalação ocorrendo no dia 26 de novembro do mesmo ano, quando tomou posse como primeiro prefeito nomeado o sr. Orlando Athayde Bittencourt.
A denominação de “Quatiguá” é corruptela da palavra Catinguá, nome de um vegetal encontrado na região, cuja casca serve para tingir tecidos, porém outros afirmam que o nome pode significar água dos quatis.

### Distrito policial
Em 1928, um Decreto governamental criava o Distrito Policial de Quatiguá, com as divisas atuais.

### A Revolução de 1930
A Revolução de 1930, fez de Quatiguá palco de violentos combates entre as tropas revolucionárias vindas do Rio Grande do Sul, e as forças paulistas legais ao Governo Federal. Em Quatiguá lutaram tropas que apoiavam a Revolução de 1930 liderada por Getúlio Vargas e tropas oriundas de São Paulo chamadas de "Legalidade", que era formada por unidades do Exército Brasileiro ainda fiel ao governo federal e pela Força Pública de São Paulo (Polícia Militar). Os "Revoltosos" eram oriundos do Rio Grande do Sul.
Não foi um simples confronto. Constitui-se em um combate violento com a participação de centenas de soldados apoiados por uma artilharia eficiente. As tropas do Rio Grande do Sul eram soldados experimentados, alguns deles já haviam lutado em 1924 e 1926 em outra revolução e alguns outros na Guerra do Contestado, muitos dos seus comandantes haviam participado da Coluna Prestes que havia percorrido o Brasil em anos anteriores e também de diversas revoluções e revoltas na década de 1920 no Rio Grande do Sul.

## Geografia
Possui uma área é de 113 km² representando 0,1027 % do estado, 0,0363 % da região e 0,0024 % de todo o território brasileiro. Localiza-se a uma latitude 23°34'01" sul e a uma longitude 49°54'50" oeste, estando a uma altitude de 520 m. Sua população estimada em 2005 era de 7.353 habitantes.

### Demografia
Dados do Censo - 2010 (Fonte: IBGE, Censo Demográfico 2010.)
População total: 7.045
- Urbana: 6.372
- Rural: 673
- Homens: 3.453
- Mulheres: 3.592

Índice FIRJAN de Desenvolvimento Municipal (IFDM) ou Índice de Desenvolvimento Humano (IDH-M): 0.7222  (Fonte IFDM - Sistema FIRJAN 2011)
- IFDM Renda: 0.7222  ((Desenvolvimento moderado - entre 0,6 e 0,8 pontos)
- IDHM Longevidade: 0,803 ((Atlas do Desenvolvimento Humano no Brasil 2013)
- Educação: 0.8707 ((Alto desenvolvimento - superiores a 0,8 pontos))
- Saúde: 0.7019 ((Desenvolvimento moderado - entre 0,6 e 0,8 pontos))
- Emprego e Renda: 0.5940 ((Desenvolvimento regular - entre 0,4 e 0,6 pontos))

## Administração
- Prefeita: Izilda Gleiciany Rodrigues Carro (Izilda da Saúde - 2025/2028)
- Vice-Prefeito: Chrystian Reis Galvão Coser  (Chrystian Coser - 2025/2028)
- Presidente da Câmara: Josué de Pádua Melo (Zé Vareta - 2025/2028)